# Bildeiche (Iphofen)
Die sogenannte Bildeiche ist ein Naturdenkmal in der Gemarkung des Iphöfer Ortsteils Birklingen. An der alten Eiche wurde ein Heiligenbild aufgehängt, das als Baudenkmal eingeordnet wird. 

## Geografische Lage
Die Eiche steht auf halber Strecke zwischen Iphofen (3,5 km vom Einersheimer Tor entfernt) und Birklingen an der Kreisstraße KT 19 in der Forstlage Winterklause des Iphöfer Stadtwaldes. Der Baum ist umgeben von einem Vogelschutzgebiet, einem Fauna-Flora-Habitat und dem Landschaftsschutzgebiet in der ehemaligen Schutzzone des Naturparks Steigerwald. Neben der Eiche richtete man einen Parkplatz ein. In unmittelbarer Nähe steht die sogenannte Dreifaltigkeitskapelle an der Birklinger Steige.

## Beschreibung und Geschichte
Das Alter der Eiche ist umstritten, so schätzt Lippert den Baum auf etwa 450 Jahre. Brombierstäudl geht dagegen davon aus, dass die Bildeiche lediglich ein Alter von ca. 300 Jahren hat. Der Baum, eine Stiel-Eiche (Quercus robur), hatte im Jahr 2017 einen Stammumfang von 5,65 m. Sie ist etwa 19 m hoch und die Krone hat einen Durchmesser von 10 m. Der Baum ist noch vital. Seine Größe und das Alter machten ihn zu einem landschaftsprägenden Element.
Der markante Baum wurde eine wichtige Station der Iphöfer auf ihrer Wallfahrt nach Vierzehnheiligen. Ganz in der Nähe soll die Sage vom falschen Gnadenbild des Klosters Birklingen ihren Ausgang genommen haben. Im Jahr 1897 stiftete die Wallfahrts-Congregation der Stadt eine große Holztafel mit der Darstellung der 14 Nothelfer und eines Hirten unterhalb eines dreieckigen Blechdachs. Im Jahr 1911 renovierte man das Bild. In den 1950er Jahren erneuerte der Würzburger Maler Jakob das Bild erneut.